# گویم‌لی
گویم‌لی (به لاتین: Göyəmli) یک منطقه مسکونی در جمهوری آذربایجان است که در شهرستان گدابیگ واقع شده است. گویم‌لی ۱۲۲ نفر جمعیت دارد.